# Hermann Thimig
Pour l’article homonyme, voir Thimig.
Hermann Thimig est un acteur et metteur en scène autrichien, né le 3 octobre 1890 à Vienne, où il est mort le 7 juillet 1982.

## Biographie

### Origines et jeunesse
Hermann Thimig naît en 1890 à Vienne (Autriche-Hongrie) dans une famille d'acteurs bien connue. Son père, Hugo Thimig (1854-1944) est acteur, metteur en scène et directeur du Burgtheater de la capitale autrichienne. Sa sœur Helene Thimig (1889-1974) et son frère Hans Thimig (1900-1991) vont également devenir acteurs et il aura l’occasion de travailler plusieurs fois avec eux au théâtre et au cinéma.
Pendant ses années en Volksschule et Gymnasium à Vienne ainsi que dans des établissements scolaires de campagne (de 1906 à 1908, il fréquente la Freie Schulgemeinde Wickersdorf en forêt de Thuringe), Hermann Thimig est membre de groupes d’acteurs amateurs et participe à des représentations privées. Après un service militaire d’un an en tant que volontaire à Vienne, il fait ses débuts au théâtre de Meiningen en décembre 1910, où son contrat est interrompu en 1914 par le déclenchement de la Première Guerre mondiale.

### Carrière
Lorsque Thimig est déclaré inapte au front en 1915 du fait d'une grave furonculose, il profite de son congé dans les foyers pour faire une apparition au Königliches Schauspielhaus de Berlin, où il joue pour la première fois à la Volksbühne.
Un passage à l'Ensemble Max Reinhardt au Deutsches Theater fait connaître Thimig en 1916. La même année, il fait également ses débuts au cinéma dans Die Gräfin Heyers et partage la vedette avec Ossi Oswalda et Henny Porten. En 1918, il met en scène pour la première fois au Theater des Westens à Berlin.
Quand le cinéma sonore apparaît, Thimig se détourne du théâtre et travaille principalement dans des opérettes cinématographiques et des comédies. Ce n'est qu'au milieu des années 1930 qu'il revient au théâtre à Vienne, où il reprend principalement les rôles de messieurs plus âgés. Il joue également ce rôle dans des films jusque dans la période d'après-guerre. Après l'Anschluss, il est nommé Staatsschauspieler en 1938. En août 1944, il fait partie de la Gottbegnadeten-Liste, ce qui le dispense du service militaire, même sur le front intérieur.
En 1965, il devient membre honoraire du Burgtheater et en 1969, il reçoit le Filmband in Gold pour de nombreuses années de travail exceptionnel dans le cinéma allemand. En 1981, un an avant sa mort, il reçoit l'anneau d'honneur de la ville de Vienne.

### Vie privée
Du mariage d’Hermann Thimig avec l'actrice Hanna Wisser (1894-1989), fille du régionaliste Wilhelm Wisser (1843-1935), naît une fille (Christine Pilchowski née Thimig, 1923-2015).
Deux filles sont issues de son second mariage avec l'actrice Vilma Degischer (1911-1992) : notamment Johanna Thimig (1943-2014) est devenue actrice comme ses parents. Villa Thimig-Degischer repose à ses côtés, ainsi qu’aux côtés de ses beaux-parents, au cimetière de Vienne.

## Filmographie
- 1916 : Die Gräfin Heyers
- 1917 : Ossi's Tagebuch
- 1917 : Tragödie eines Staatsanwalts
- 1918 : Auf Probe gestellt
- 1918 : Agnes Arnau und ihre drei Freier
- 1919 : Freie Liebe
- 1919 : Die schwarze Locke
- 1919 : Die Braut des Entmündigten
- 1919 : Das Gebot der Liebe
- 1919 : Ihr Sport
- 1919 : Moral und Sinnlichkeit
- 1919 : Das törichte Herz
- 1919 : Der Sohn der Magd
- 1919 : Komtesse Dolly
- 1919 : La Poupée
- 1919 : Das Mädchen aus dem wilden Westen
- 1920 : Les Frères Karamazov
- 1920 : Zwischen den Dreien
- 1920 : Die goldene Krone
- 1920 : Putschliesel
- 1921 : Kleider machen Leute (de)
- 1921 : Hannerl und ihre Liebhaber
- 1921 : Mein Leben als Nachtredakteur
- 1921 : La Chatte des montagnes
- 1921 : Die Abenteuer des Dr. Kircheisen
- 1921 : Die Sünden der Mutter
- 1922 : Die Küsse der Ira Toscari
- 1922 : Der Fluch des Schweigens
- 1922 : Bardame
- 1922 : Das Mädel mit der Maske
- 1922 : Sie und die Drei
- 1922 : Der Strom
- 1922 : La Flamme
- 1922 : Das Weib auf dem Panther
- 1923 : Du sollst nicht töten
- 1923 : Tout pour l'or
- 1923 : Cendrillon
- 1924 : L'Étoile du cirque
- 1924 : Die Radio-Heirat
- 1925 : Der ungebetene Gast
- 1925 : Le Danseur de Madame
- 1927 : Die Familie ohne Moral
- 1927 : Madame wagt einen Seitensprung
- 1929 : Sainte-Hélène
- 1930 : L'Immortel Vagabond
- 1931 : Die Privatsekretärin
- 1931 : L'Opéra de quat'sous
- 1931 : Wenn die Soldaten
- 1931 : Der kleine Seitensprung
- 1931 : Marys Start in die Ehe
- 1931 : Der Herr Bürovorsteher
- 1931 : Mon Léopold
- 1932 : Mein Freund, der Millionär
- 1932 : Zwei himmelblaue Augen
- 1932 : Ein bißchen Liebe für dich
- 1932 : Eine Nacht im Paradies
- 1932 : Mädchen zum Heiraten
- 1932 : Kiki
- 1932 : Traum von Schönbrunn
- 1932 : Das Blaue vom Himmel
- 1932 : Glück über Nacht
- 1932 : Eine Stadt steht kopf
- 1932 : Marion, das gehört sich nicht
- 1933 : Kleiner Mann – was nun?
- 1933 : Die Fahrt ins Grüne
- 1933 : Victor et Victoria
- 1934 : Der Herr ohne Wohnung
- 1934 : Csibi, der Fratz
- 1934 : Karneval und Liebe
- 1934 : Liebe dumme Mama
- 1935 : Die Fahrt in die Jugend
- 1935 : Peter, Paul und Nanette
- 1935 : Die törichte Jungfrau
- 1935 : Der Himmel auf Erden
- 1935 : Tanzmusik
- 1935 : L'Auberge du Cheval Blanc
- 1936 : Der geheimnisvolle Mister X
- 1937 : Die Austernlilli
- 1939 : Effeuillons la marguerite
- 1942 : Brüderlein fein
- 1943 : Die kluge Marianne
- 1943 : Johann
- 1944 : Liebesbriefe
- 1944 : Die goldene Fessel
- 1944 : Am Vorabend
- 1945 : Wie ein Dieb in der Nacht
- 1946 : Praterbuben
- 1948 : Le Procès
- 1949 : Profondeurs mystérieuses
- 1950 : Primes sur la mort
- 1951 : Der Fünfminutenvater
- 1951 : Mademoiselle Bimbi
- 1952 : Ich hab' mich so an Dich gewöhnt
- 1952 : Abenteuer im Schloss
- 1953 : Une nuit à Venise
- 1954 : Le Beau Danube bleu
- 1956 : Die Magd von Heiligenblut
- 1958 : Eine Reise ins Glück
- 1959 : Wenn die Glocken hell erklingen
- 1961 : Madame Irène Besser
- 1962 : Romanze in Venedig